# Marambat
Marambat település Franciaországban, Gers megyében. Lakosainak száma 424 fő (2022. január 1.). Marambat Rozès, Saint-Paul-de-Baïse és Vic-Fezensac községekkel határos.

## Népesség
A település népességének változása:
| Lakosok száma | 184  | 281  | 315  | 373  | 463  | 458  | 442  | 437  | 433  | 424  |
|               | 1968 | 1982 | 1990 | 2006 | 2013 | 2015 | 2017 | 2019 | 2020 | 2022 |